# Sivrihisar
Sivrihisar (en turco: Sivrihisar, "un castillo puntiagudo") es un distrito de la provincia de Eskişehir en la región de Anatolia Central de Turquía. La población de Sivrihisar es 20,217 a partir de 2021. Esta población consta de 10.331 hombres y 9.886 mujeres.